# Bordelaiser Schiffsmaß
Ein Fass im Bordelaiser Schiffsmaß aus dem französischen Weinanbaugebiet Bordeaux fasst 225 Liter Wein.

## Geschichte
In der französischen Sprache bedeutete „barrique“ ursprünglich Fass. Mit der Zeit wurde der Begriff auf das am häufigsten verwendete Fassmaß eingeschränkt. In der Regel hat es in Bordeaux ein Volumen von 225 Litern oder leicht abweichend 228 Liter in Burgund. Das Maß ergab sich aus der Fassgröße, die ein Hafenarbeiter in leerem Zustand von Hand verladen konnte. Beim Bordelaiser Barrique, auch als Bordelaiser Schiffsmaß bezeichnet, sind das bei einem Volumen von 225 Litern ein Leergewicht von ungefähr 45 Kilogramm.